# Campethera cailliautii
Campethera cailliautii là một loài chim trong họ Picidae.